# Contemporary Jewish Museum
Il Contemporary Jewish Museum (CJM) è un museo situato a San Francisco, in Mission Street 736 a Yerba Buena Lane, nel quartiere South of Market (SoMa).
Il museo, che è stato fondato nel 1984, si trova nella storica sottostazione di Jessie Street, che è stata restaurata e il suo interno è stato ridisegnato da Daniel Libeskind, insieme all'aggiunta di una struttura cubica; il nuovo museo è stato inaugurato nel 2008.